# Émile Breton
Émile Adélard Breton (Courrières, 8 de março de 1831 - Courrières, 24 de novembro de 1902) foi um pintor e gravador francês; mais conhecido por suas paisagens noturnas sombrias com figuras. 

## Biografia

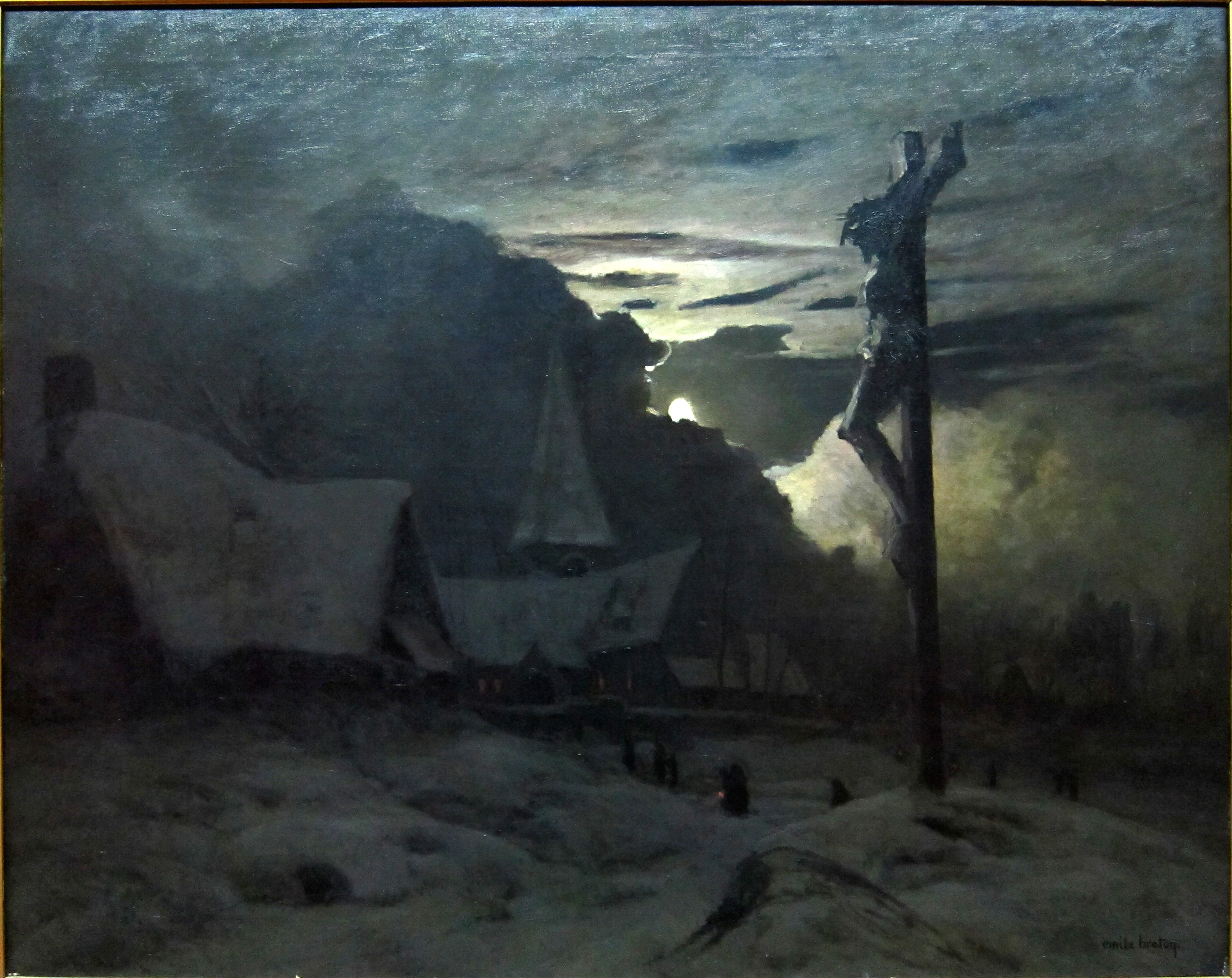
Christmas Night

Seu irmão mais velho, Jules, também foi pintor e deu suas primeiras lições, embora ele tenha sido autodidata. Seu irmão mais novo, Ludovic Breton, era um engenheiro encarregado de perfurar a primeira tentativa de construir um túnel ferroviário entre canais. 
Sua primeira exposição foi no Salon, em 1861. Mais tarde, ele ganhou uma medalha lá três anos seguidos (1866 a 1868) e foi premiado com uma medalha de primeira classe na Exposition Universelle (1878). Depois disso, ele foi nomeado Cavaleiro da Legião de Honra. Ele recebeu uma medalha de ouro na Exposição Universal (1889). 
Durante a Guerra Franco-Prussiana, ele serviu como comandante das forças em Pas-de-Calais. Ele também serviu como prefeito de Courrières, assim como seu pai, Marie-Louis Breton (1796-1848) e seu tio, Boniface Breton (1829-1891). 
Ele foi profundamente afetado pela morte de seu único filho, Louis, em 1891, aos 29 anos, que ocorreu logo após a morte de sua esposa. No ano seguinte, ele decidiu abandonar a pintura e vendeu toda a sua oficina em leilão. Mais tarde, ele começou a pintar novamente, mas produziu em quantidade muito menor do que antes. 
Sua sobrinha era Virginie Demont-Breton, que também era uma pintora conhecida. Adrien Demont (que se casou com sua sobrinha) e Henri Duhem estavam entre seus alunos mais conhecidos. Uma rua em Courrières recebeu o nome dele. 